# Glacis

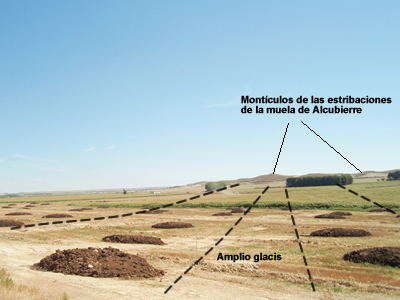
Glacis del piedemonte prepirenaico (Almudévar, España)

En geomorfología un glacis es una superficie inclinada que suele encontrarse al pie de cerros, escarpes y montañas. Foucault y Raoult lo definen en su Dictionnaire de Géologie como “una forma de relieve no estructural que consiste en una superficie plana y ligeramente inclinada (algunos grados)”. El término glacis viene del francés y es aproximadamente equivalente al pediment del inglés y el fussfläche del alemán. Es inusual que su pendiente supere los 6°, y más bien suele estar entre 2° y 4° La mayoría de los autores modernos consideran los glacis como formas que ocurren como franjas alrededor de macizos y cerros. Ejemplo de esto son los inselberg y otros promontorios residuales que suelen estar rodeados por glacis. También es común encontrar glacis al pie de grandes escarpes.
Así como ocurre con otros accidentes del relieve los glacis deformados pueden ocuparse como indicadores de movimientos tectónicos.
Se ha postulado que para que un glacis (pedimento) crezca su tasa de avance hacia la ladera debe ser mayor a la tasa en la que avanza la formación suelo sobre el glacis, ya que el suelo y la vegetación tienden a estabilizar al glacis. La roca remanente bajo un glacis cubierto puede estar altamente meteorizada.

## Tipología
Según su origen los geomorfologos distinguen entre:
- Los glacis de erosión o glacis de ablación: son aquellos en la que la roca está desnuda o cubierta de escombros que se eliminan más o menos rápidamente (glacis de denudación o cubierto por una capa delgada de escombros). Este término se suele utilizar para superficies labradas a partir de rocas blandas, denominándose "pedimentos" las cavadas a partir de rocas duras.[11] Sin embargo se ha advertido que la distinción entre rocas "duras" y "blandas" conlleva cierta ambigüedad por lo que ha sugerido obviar esta última subclasificación.[12]
- Los glacis aluviales: donde la roca en el lugar está sepultada por sedimentos de aluvión débil (glacis de derrame) o fuerte (glacis de acumulación o glacis de inundación). Estos glacis suelen estar excavados, según su pendiente, por regueros según el proceso de erosión laminar.[nota 2]